# Todtriegel
Der Todtriegel ist ein teilweise verschneiter und 5 km langer Gebirgskamm im ostantarktischen Königin-Maud-Land. Er ragt 8 km westlich des Mentzelbergs am östlichen Ende des Otto-von-Gruber-Gebirges im Wohlthatmassiv auf.
Entdeckt und benannt wurde diese Formation bei der Deutschen Antarktischen Expedition 1938/39 unter der Leitung des Polarforschers Alfred Ritscher. Namensgeber ist Herbert Todt (1911–2003), Sekretär dieser Forschungsreise.